# Terralba
Terralba település Olaszországban, Szardínia régióban, Oristano megyében. Lakosainak száma 9719 fő (2023. január 1.). Terralba Arborea, Arbus, Guspini, Marrubiu, San Nicolò d'Arcidano és Uras községekkel határos.

## Népesség
A település lakossága az elmúlt években az alábbi módon változott:
| Lakosok száma | 10 259 | 10 196 | 9719 |
|               | 2017   | 2018   | 2023 |